# Тултепек
Тултепек (шп. Tultepec) је град и општина у Мексику у савезној држави Мексико. Према процени из 2013. у граду је живело 70.563 становника.
20. децембра 2016. на градској пијаци пиротехнике „Сан Паблито“ догодило се низ експлозија које су усмртиле најмање 31 и повредиле 70 особе.